# Adinandra angulata
Adinandra angulata là một loài thực vật có hoa trong họ Pentaphylacaceae. Loài này được Ridl. mô tả khoa học đầu tiên năm 1908.